# Тапирапе (язык)
Тапирапе (Tapirapé) — индейский язык, относящийся к группе тупи-гуарани семьи тупи, на котором говорит народ тапирапе, который проживает на территории устья рек Арагвая и Тапирапе на северо-востоке штата Мату-Гросу в Бразилии.